# 연예특종
《연예특종》은 2012년 3월 10일부터 2014년 9월 19일까지 방송되었던 연예정보 프로그램이다.

## 진행자
- 1대 : 박경림
- 2대 : 장성규, 한영
- 3대 : 박수홍, 강지영

## 같이 보기
- 섹션TV 연예통신 (1999년 5월 9일 ~ 2020년 1월 23일, MBC)
- 독점! 연예정보 (1991년 12월 21일 ~ 1994년 1월 24일, SBS)
- 한밤의 TV연예 (1995년 2월 9일 ~ 2016년 3월 23일, SBS)
- 연예가 중계 (1984년 4월 8일 ~ 2019년 11월 29일, KBS 2TV)
- 연예 in TV (2011년 12월 2일 ~ 2012년 10월 26일, TV조선)
- 생방송 오픈 스튜디오 (2012년 10월 25일 ~ 2013년 11월 28일, 채널A)
- 특종! TV연예 (1992년 4월 11일 ~ 1999년 5월 2일, MBC)
- 독특한 연예뉴스 (2009년 1월 12일 ~ 현재, OBS)